# Jacob Hoefnagel

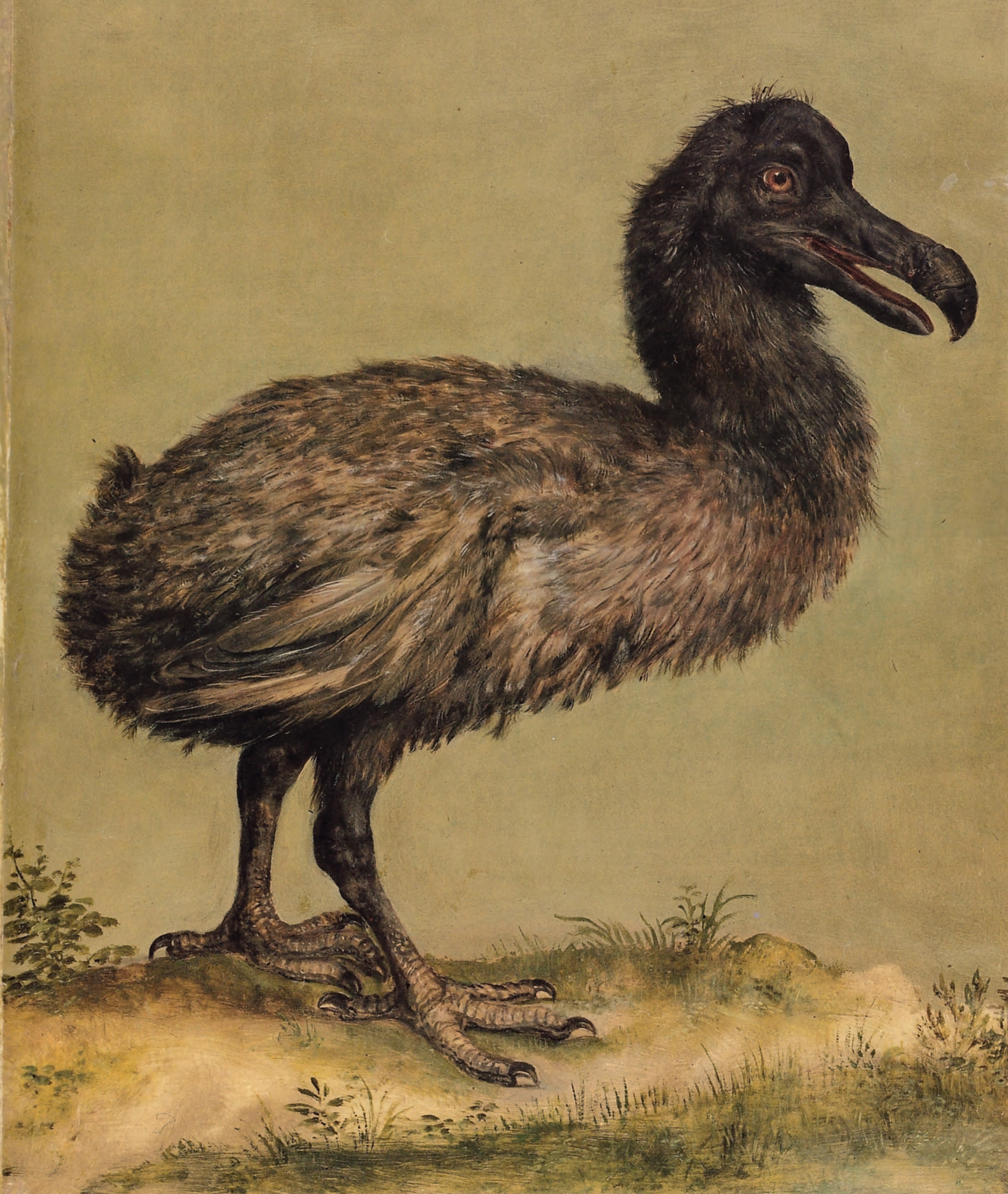
Dodo, uma das obras de Hoefnagel, possivelmente usando como modelo um dodô empalhado.

Jacob Hoefnagel (Antuérpia, 1573 - República das Sete Províncias Unidas dos Países Baixos ou Hamburgo, c. 1632) foi um pintor, gravurista, negociante de arte, diplomata, comerciante e político flamengo. Ele é conhecido por suas ilustrações de temas de história natural, bem como seus retratos, vistas topográficas, emblemas e obras mitológicas.